# Tampere United
Tampere United es un club de fútbol situado en Tampere, Finlandia, que jugó en el sistema de ligas del fútbol finés. 
Se fundó en 1998 a partir de la fusión de dos entidades. Ascendió en su año de debut a la primera división de Finlandia y desde 2000 hasta 2010 jugó en la máxima categoría. En todo ese tiempo se hizo con tres ligas, una Copa de Finlandia y una Copa de la Liga. En 2011 la Federación de Fútbol de Finlandia le excluyó de la Primera División por un presunto escándalo de financiación irregular, al haber recibido 300.000 euros de una compañía singapurense. 
En 2012 sus aficionados crearon un club de socios inspirado en el original, al que han llamado «TamU-K». Cuatro años después recuperaron la marca «Tampere United». Actualmente juega en la Kolmonen, la tercera división finlandesa. 

## Historia
El Tampere United surgió de la fusión en julio de 1998 de los dos equipos más importantes de la ciudad: el F. C. Ilves y el Tampereen Pallo-Veikot (TPV). Para competir en el sistema de ligas finés, tomó la licencia del Ilves en Segunda División a partir de la temporada 1999. En su debut consiguió el ascenso a la Veikkausliiga, máxima categoría nacional, y un año después logró la permanencia en sexta posición.
En 2001 el entrenador Ari Hjelm asumió las riendas del club, conformó un plantel liderado por el portero Mikko Kavén y el delantero Antti Pohja, y consiguió que el Tampere ganase la primera liga de su breve historia. Para ello igualó al HJK en el tramo final gracias a siete victorias consecutivas y logró superarlo en la última jornada. Además fue finalista de la Copa de Finlandia, perdida frente al Atlantis F. C. por 1:0. En las siguientes campañas no fue capaz de revalidar el título, pero sí mantuvo su dominio sobre el fútbol finés. Tras tres ediciones consecutivas en las que finalizó tercero, en 2006 volvió a llevarse la Veikkausliiga con una actuación destacada del centrocampista Jarkko Wiss. 
La temporada 2007 fue la más exitosa del Tampere United. A nivel nacional obtuvo la tercera liga y certificó un doblete con la victoria en Copa de Finlandia contra el FC Honka. Además, el mediocentro Juska Savolainen fue nombrado "mejor jugador del año". Y en la Liga de Campeones 2007-08 derrotó al S. S. Murata sanmarinés y al Levski Sofia búlgaro para llegar a la tercera ronda clasificatoria, donde fue eliminado por el Rosenborg noruego. Ya una vez en la Copa de la UEFA, cayó frente al Girondins de Burdeos.
El último título en el palmarés fue la Copa de la Liga de 2009, con victoria por 2:0 sobre el HJK. Las actuaciones en liga empeoraron en la medida que el presupuesto se redujo. Al finalizar 2010 el técnico Ari Hjelm fue reemplazado por Jarkko Wiss.
El 14 de abril de 2011 la Federación de Fútbol de Finlandia expulsó de primera división al Tampere United por un presunto escándalo de financiación irregular. La entidad había firmado un acuerdo con una empresa de representación deportiva de Singapur, Exclusive Sports, por el que percibía 300.000 euros anuales a cambio de que algunos de sus futbolistas jugasen en el primer equipo. El asunto se complicó en 2013, cuando la Corte de Apelación de Turku declaró culpable a la directiva por lavado de dinero.
La actividad del Tampere estuvo en punto muerto durante los siguientes cuatro años. Los socios crearon en 2012 un nuevo club llamado «TamU-K», que en 2016 fue absorbido por la entidad. De este modo, los miembros del Consejo de Aficionados pasaron a gobernar el club original y el poder de decisión se queda en manos de los socios. 
El TamU retomó la actividad desde la cuarta división (Kolmonen) y llegó a la tercera división finlandesa (Kaikkonen) el año después, quedando en sexto en su grupo. Al año siguiente evitó el descenso, permaneciendo en la competición para la temporada de 2019.

## Uniforme
- Uniforme titular: Camiseta azul, pantalón azul, medias azules.
- Uniforme alternativo: Camiseta verde, pantalón verde, medias verdes.

## Estadio

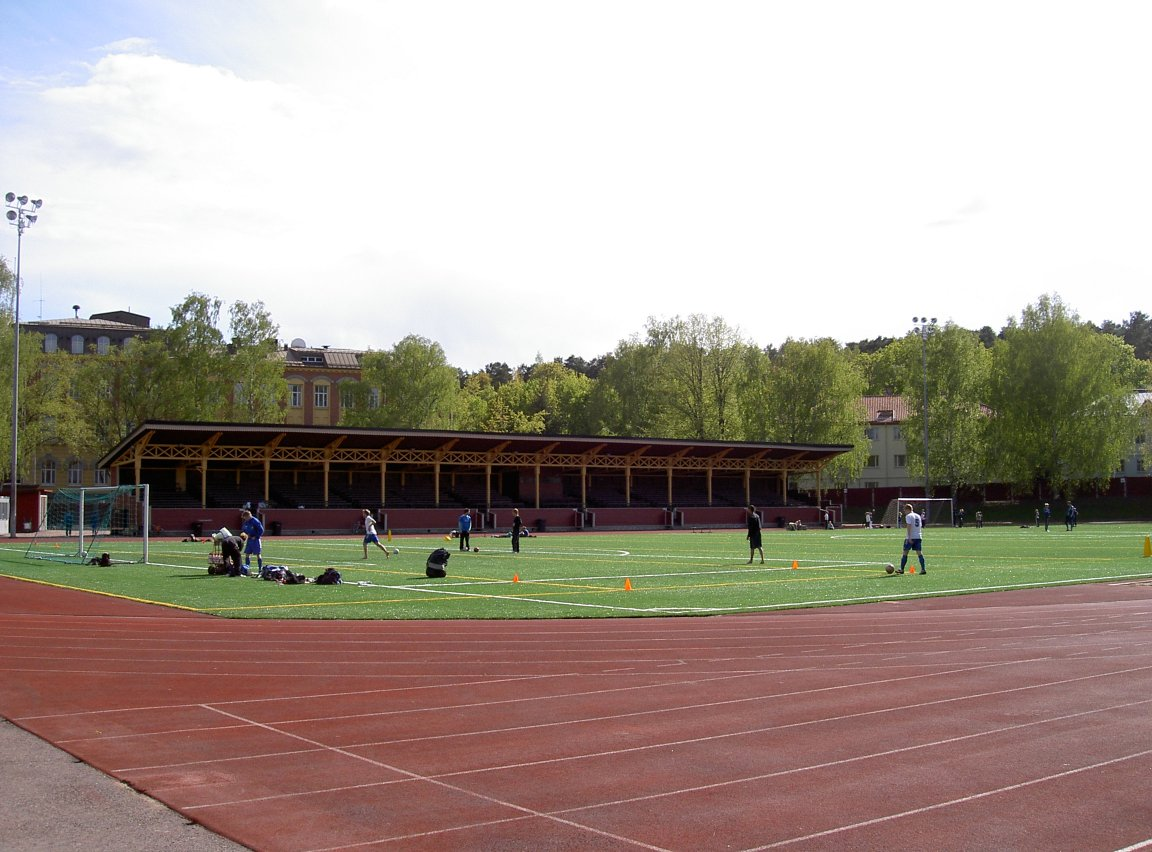
Estadio de Pyynikki.

Hoy en día el Tampere United disputa sus partidos estadio de Tammela, diseñado específicamente para fútbol. También de titularidad municipal, su aforo es de 3.100 espectadores sentados y unos 5.000 si se añaden localidades de pie. Lo ha utilizado también en entre 1999 y 2004
Antes de ser expulsados de la liga, desde 2004, jugaban en el estadio de Tampere (Tampereen stadion), anteriormente conocido como estadio de Ratina. Es un recinto multiusos de titularidad municipal con aforo para 16.800 espectadores, césped natural y pistas de atletismo, que ha llegado a albergar encuentros de la selección de Finlandia. Su diseño corrió a cargo del arquitecto Timo Penttilä y fue inaugurado en 1965. Después se remodelaría en 2004 para acoger partidos internacionales. Hoy ningún club de Tampere juega allí.
También se han utilizado el modesto campo deportivo de Pyynikki (Pyynikin urheilukenttä), con aforo para 1.000 espectadores.

## Jugadores

### Jugadores históricos
- Mikko Kavén
- Jari Niemi
- Antti Pohja
- Jussi Kujala
- Jussi Kuoppala
- Sakari Saarinen
- Tomi Petrescu
- Henri Myntti
- Jarkko Wiss
- Pasi Salmela
- Ville Lehtinen
- Janne Räsänen
- Petri Heinänen
- Juska Savolainen
- Vasile Marchiş
- Rafinha
- Noah Hickey
- Lee Jones
- Gerard Davis
- Chris James
- Levent Osman
- Iban Parra López

## Entrenadores
- Harri Kampman (1999–2000)
- Ari Hjelm (2001–2010)
- Jarkko Wiss (2011)
- Antti Pettinen (2011–2012)
- Mika Suonsyrjä (2012–2015)
- Mikko Mäkelä (2016–2018)
- Leroy Maluka (2018)
- Mourad Seddiki (2019)
- Jukka Listenmaa (2020-)

## Datos del club
- Temporadas en Primera División de Finlandia: 11

Debut: Temporada 2000
Mejor posición: 1.º (tres ocasiones, la última en la temporada 2007)
Peor posición: 7.º (tres ocasiones, la última en la temporada 2010)
Descensos: Ninguno
- Temporadas en Segunda División de Finlandia: 1

Debut: temporada 1999
Mejor posición: 1.º (temporada 1999)
Ascensos: Uno
- Participaciones en la Liga de Campeones de la UEFA: 3

Mejor posición: Tercera ronda (temporada 2007-08)

## Palmarés
- Primera División de Finlandia (3): 2001, 2006, 2007

- Copa de Finlandia (1): 2007

Subcampeón de Copa (1): 2001
- Copa de la Liga de Finlandia (1): 2009

Subcampeón de la Copa de la Liga (1): 2011

## Participación en competiciones europeas
| Temporada | Torneo            | Ronda | Club                     | Casa | Fuera | Global   |
| --------- | ----------------- | ----- | ------------------------ | ---- | ----- | -------- |
| 2002-03   | Liga de Campeones | 1.ª   | F. C. Pyunik             | 0-4  | 2-0   | 0-6      |
| 2003      | Copa Intertoto    | 1.ª   | Ceahlăul Piatra Neamț    | 0-1  | 1-2   | 2-2 (a.) |
| 2003      | Copa Intertoto    | 2.ª   | F. K. Sutjeska Nikšić    | 1-0  | 0–0   | 1-0      |
| 2003      | Copa Intertoto    | 3.ª   | H. N. K. Cibalia         | 1-0  | 2-0   | 1-2      |
| 2004      | Copa Intertoto    | 1.ª   | C. S. Grevenmacher       | 0-0  | 1-1   | 1-1 (a.) |
| 2004      | Copa Intertoto    | 2.ª   | Universidad Khazar       | 3-0  | 1-0   | 3-1      |
| 2004      | Copa Intertoto    | 3.ª   | OFK Belgrado             | 0-1  | 0-0   | 0-1      |
| 2005      | Copa Intertoto    | 1.ª   | Skála ÍF                 | 2-0  | 0-1   | 3-0      |
| 2005      | Copa Intertoto    | 2.ª   | Royal Charleroi S. C.    | 1-0  | 0–0   | 1-0      |
| 2005      | Copa Intertoto    | 3.ª   | S. S. Lazio              | 1-1  | 3-0   | 1-4      |
| 2006      | Copa Intertoto    | 1.ª   | Carmarthen Town A. F. C. | 5-0  | 1-3   | 8-1      |
| 2006      | Copa Intertoto    | 2.ª   | Kalmar FF                | 1–2  | 3-2   | 3-5      |
| 2007-08   | Liga de Campeones | 1.ª   | S. S. Murata             | 2-0  | 1-2   | 4-1      |
| 2007-08   | Liga de Campeones | 2.ª   | P. F. C. Levski Sofia    | 1-0  | 0-1   | 2-0      |
| 2007-08   | Liga de Campeones | 3.ª   | Rosenborg BK             | 0-3  | 2-0   | 0-5      |
| 2007-08   | Copa de la UEFA   | 1.ª   | Girondins de Burdeos     | 2-3  | 1-1   | 3-4      |
| 2008-09   | Liga de Campeones | 1.ª   | F. K. Budućnost          | 2-1  | 1-1   | 3-2      |
| 2008-09   | Liga de Campeones | 2.ª   | Artmedia Bratislava      | 1-3  | 4-2   | 3-7      |

### Récord europeo
| Torneo            | J  | G  | E | P  | GF | GC |
| ----------------- | -- | -- | - | -- | -- | -- |
| Liga de Campeones | 6  | 5  | 1 | 6  | 12 | 21 |
| Copa de la UEFA   | 2  | 0  | 1 | 1  | 3  | 4  |
| Copa Intertoto    | 22 | 9  | 5 | 9  | 24 | 17 |
| Total             | 30 | 14 | 7 | 16 | 39 | 42 |